# Gravina di Catania
Gravina di Catania – miejscowość i gmina we Włoszech, w regionie Sycylia, w prowincji Katania.
Według danych na rok 2004 gminę zamieszkiwało 27 312 osób, 5462,4 os./km².